# Pedro de Freitas Branco
Pour les articles homonymes, voir Branco.
Pedro António da Costa de Freitas Branco, né à Lisbonne le 31 octobre 1896 et mort dans la même ville le 24 mars 1963, était un chef d'orchestre portugais.

## Biographie
Il étudia le violon avec Andrés Goñis et Francisco Benetó, l'harmonie et le contrepoint avec son frère Luís de Freitas Branco. Il commença des études d'ingénieur, mais les abandonna en 1924 pour se consacrer exclusivement à la musique, après avoir passé deux ans à Londres où il se produisit en tant que chanteur lyrique. De retour au Portugal, il créa en 1928 la Société portugaise d'opéra lyrique, installée au Théâtre São João de Porto, qui sombra à la suite de difficultés financières. Entre 1928 et 1932, il dirigea le Théâtre Tivoli et les Concerts symphoniques de Lisbonne. Sa carrière internationale prit son essor en 1932 avec l'invitation qui lui fut adressée par Maurice Ravel, à Paris, pour diriger plusieurs de ses œuvres. Il assura notamment la direction d'un grand Festival Ravel le 14 janvier 1932 au cours duquel fut créé le Concerto en sol majeur (mais il laissa la baguette à Ravel pour cette œuvre). Le succès obtenu l'incita à se fixer à Paris en 1933, et au cours des quatre années suivantes, il dirigea plusieurs orchestres français et européens, parmi lesquels les Concerts-Lamoureux. En 1934, il a également été invité à créer l'Orchestre symphonique de la Radio portugaise, dont il assura la direction jusqu'à sa mort. Dans les années 1940 et 1950 sa carrière internationale en fit le plus prestigieux chef d'orchestre portugais de l'époque, en concert comme à l'opéra. Il a enregistré notamment plusieurs œuvres de Maurice Ravel et de Manuel de Falla.